# Microporella svalbardensis
Microporella svalbardensis is een mosdiertjessoort uit de familie van de Microporellidae. De wetenschappelijke naam van de soort is voor het eerst geldig gepubliceerd in 2004 door Kuklinski & Hayward.